# アレクシア・カルタシュ
アレクシア・カルタシュ（トルコ語: Aleksia Karutasu、ルーマニア語: Alexia Căruțașu、2003年6月10日 - ）は、ルーマニア出身でトルコ国籍の女子バレーボール選手。ポジションはオポジット。元ルーマニア代表。

## 来歴

### クラブチーム
ブカレスト出身。2016年、ルーマニアリーグのCSM Bucureștiへ入団。その後、トルコリーグワクフバンクSKジュニアでプレーを経て、2019/20シーズンからは2年間Yeşilyurtでプレーした。2021/22シーズンはガラタサライへ移籍し、トルコリーグではベストスコアラー賞を受賞した。2022/23シーズンからワクフバンクSKへ加入しトルコリーグ3位、世界クラブ選手権2位、欧州チャンピオンズリーグ優勝した。

### 代表チーム
2017年、アンダーカテゴリーの代表としてU-16欧州選手権でベストスコアラー賞を受賞した。2018年、U-18欧州選手権で5位となった。2019年、エジプトで開催されたU-19世界選手権では6位の成績をおさめた。2021年、シニアのルーマニア代表に初選出され、同年のヨーロッパゴールデンリーグと欧州選手権に出場した。

## 人物
2021年12月、トルコ国籍を取得した。

## 受賞歴
- 2017年 - U-16欧州選手権 ベストスコアラー
- 2021年 - Challenge Cup 2020/21 MVP、ベストスコアラー
- 2022年 - 2021/22トルコリーグ ベストスコアラー

## 所属クラブ
- CSM București（2016-2018年）
- ワクフバンクSKジュニア（2018-2019年）
- Yeşilyurt（2019-2021年）
- ガラタサライ（2021-2022年）
- ワクフバンクSK（2022-2024年）
- ガラタサライ（2024年-）